# 阿含の星まつり
阿含の星まつり（あごんのほしまつり）は、阿含宗主催の山岳修験道の柴燈護摩形式による立春行事であり、毎年2月11日前後の日曜日に「炎の祭典・阿含の星まつり 神仏両界大柴燈護摩供」として、京都府京都市山科区北花山大峰の阿含宗本山釈迦山大菩提寺の境内地にて開催される。主要新聞、週刊誌などにおいて広告記事により紹介される。2013年までテレビ中継されていた。
大護摩壇への点火は、開祖桐山靖雄が達成した念力の護摩を継いだ聖火によって行われる。阿含宗として伊勢神宮第61回式年遷宮奉祝･神仏両界大柴燈護摩供（1993年10月）を奉修して後、1994年度の星まつりから「神仏両界大柴燈護摩供」を標榜するようになった。

## 沿革
- 1975年2月 第1回星まつり大柴燈護摩供を開催
- 1981年2月 護摩壇が神界壇と仏界壇の両界壇となり、「宝生解脱大柴燈護摩供」と呼ばれるようになる
- 1987年2月 この年より真正仏舎利尊[5]を本尊として奉修される
- 1988年2月 通信衛星により全国阿含宗本部へ生中継
- 1992年2月 中国道教白雲観の秘仏六十星宿守護神将像が展示されるようになる
- 1994年2月 「神仏両界大柴燈護摩供」と呼ばれるようになる

## テレビ中継
1980年代はテレビ東京にて生放送および30分のダイジェスト版が、1990年代以降はKBS京都他独立局で毎年2月11日に放送されていた。9:00からの55分間の生放送であるが、局によっては当日の遅れ放送を行っていた。2013年の放送を最後に、以降は放送されていない。

### 近年の放送実績
2010年2月11日
- 司会：有賀さつき
- ゲスト：市川森一、うじきつよし、秋本奈緒美、有森裕子
- リポーター：阿藤快、駒田真紀
- ネット局
  - 生放送（9:00 - 9:55）[7]：KBS京都（制作局）、びわ湖放送、奈良テレビ、テレビ和歌山、三重テレビ、ぎふチャン、チバテレ、群馬テレビ、とちテレ
  - 当日の遅れネット：サンテレビ、テレ玉、TOKYO MX、tvk

2011年2月11日
- 司会：有賀さつき
- ゲスト：市川森一、井村雅代、井筒和幸、武田双雲、岡野弘幹(結界内出演)
- リポーター：阿藤快、駒田真紀
- ネット局
  - 生放送（9:00 - 9:55）[8]：KBS京都（制作局）、びわ湖放送、奈良テレビ、テレビ和歌山、三重テレビ、ぎふチャン、チバテレ、テレ玉、群馬テレビ、とちテレ
  - 当日の遅れネット：サンテレビ、TOKYO MX、tvk

2012年2月11日
2012年は東日本大震災復興祈願として後日、東北地方向けにも放送を行った。
- 司会：有賀さつき
- ゲスト：宝田明、乙武洋匡、眞鍋かをり
- リポーター：阿藤快、駒田真紀
- ネット局
  - 生放送（9:00 - 9:55）[9]：KBS京都（制作局）、びわ湖放送、奈良テレビ、テレビ和歌山、三重テレビ、ぎふチャン、チバテレ、群馬テレビ、とちテレ
  - 当日の遅れネット：サンテレビ、tvk、TOKYO MX、テレ玉
  - 後日ネット：福島テレビ、IBC岩手放送

2013年2月11日
- 司会：有賀さつき
- ゲスト：大林宣彦、安田美沙子、河東けい、立川談四楼
- リポーター：阿藤快、駒田真紀、大八木凱斗